# Селезнёва, Ирина Станиславовна
Ири́на Станисла́вовна Селезнёва (род. 8 сентября 1961, Киев) — советская, затем израильская актриса кино и театра.

## Биография
Ирина Селезнёва родилась 8 сентября 1961 года в Киеве.
В 1983 году окончила Ленинградский государственный институт театра, музыки и кинематографии (курс А. Кацмана — Л. Додина). Работала в БДТ им. Горького и в ленинградском Малом драматическом театре.
В 1990 году эмигрировала в Израиль вместе с мужем Максимом Леонидовым. Работала в Камерном театре в Тель-Авиве, была одной из ведущих актрис.
В настоящее время живёт в Уитли-Чапеле (Англия) с мужем Уилфредом.

## Личная жизнь
Первый муж — музыкант Максим Леонидов (род. 13 февраля 1962) 1982 или 1983—1999.
Второй муж — Уилфред — с 2000 года.
- Падчерица — Брайни, две внучки Дейзи и Флер.

## Актёрские работы

### Фильмография
| Год  |     | Название                                 | Роль                                               |
| ---- | --- | ---------------------------------------- | -------------------------------------------------- |
| 1985 | кор | Один за всех! (музыкальный телефильм)    | Имя персонажа не указано                           |
| 1985 | кор | Грустить не надо (музыкальный телефильм) | исполнение песен                                   |
| 1987 | ф   | Крейцерова соната                        | Лиза Позднышева                                    |
| 1987 | ф   | Соблазн                                  | Марина, новая жена отца                            |
| 1989 | кор | Чёрный кот (музыкальный телефильм)       | исполнение песни                                   |
| 1994 | ф   | Московские каникулы                      | Лучана Фарини                                      |
| 1995 | ф   | Игра воображения                         | Лариса                                             |
| 1998 | ф   | Дважды Бускила                           | Катя                                               |
| 2008 | ф   | Эра Стрельца                             | Ирина Серебрякова                                  |
| 2008 | ф   | Передел. Кровь с молоком                 | Светлана Васильевна Дробыш, руководитель комбината |

### В театре
- «Ах, эти звёзды!» — 1983 год. Выпускной спектакль (пародийное ревю) 1983 года курса Кацмана и Додина в ЛГИТМИКе. Пародировала Робертино Лоретти, Анну Герман, Нани Брегвадзе и Любовь Орлову.
- Амадей (Большой драматический театр имени Г. А. Товстоногова, Санкт-Петербург)
- «В сторону солнца» (Малый драматический театр, Ленинград)
- Лоран — «Звезды на утреннем небе» (Малый драматический театр, Ленинград)
- Сарытова — Блажь (Академический Малый драматический театр — Театр Европы, Санкт-Петербург)
- Любовник (Камерный театр, Тель-Авив)
- Чайка (Камерный театр, Тель-Авив)